# A Fővárosi Nagycirkusz 2011-es évadja
Ez a szócikk a Fővárosi Nagycirkuszhoz kapcsolódó fejezet.
A Fővárosi Nagycirkusz 2011-es évadja 2011. január 15-én kezdődött és 2012. január 1-jén ért véget. Összesen 3 cirkuszi műsort mutattak be.

## Az évad bemutatói
| Az előadás címe   | Szezon | Premier előadás  | Utolsó előadás      | Megjegyzés                                                       |
| ----------------- | ------ | ---------------- | ------------------- | ---------------------------------------------------------------- |
| Nosztalgia        | tavasz | 2011. január 15. | 2011. március 13.   | Hagyományos cirkuszi előadás                                     |
| Káprázat és Csoda | nyár   | 2011. április 2. | 2011. augusztus 28. | Yana Sevcsenko vízi revü fantázia vendégszereplése (Oroszország) |
| Fenmo             | ősz    | 2011. október 1. | 2012. január 1.     | Jinan Akrobata Csoport vendégszereplése (Kína)                   |

## Nosztalgia
2011. január 15-én mutatták be a Nosztalgia című műsort, mely a Fővárosi Nagycirkusz jelenlegi épületének 1971-es megnyitására kívánt emlékezni.

A show ízig-vérig egy igazi klasszikus volt. A hagyományos artistamutatványokat felvonultató műsorban látható volt: az Egyhíján Trió humoros zsonglőrszáma, az Abyssin légtorna fantáziája, Nanou kézegyensúlyozó és a Zemanof csoport ugródeszka száma. Donnert Antal és családja lovak és Lilla, az elefánt revüjét mutatta be. A régmúlt cirkuszi idők illúzióit Monsieur De Larott hozta el Budapestre. A Taquin Fivérek humoros pantomim száma után a 2 órás műsort a Donnert Csoport lovas akrobata produkciója zárta.

A nosztalgikus előadás március 13-ig volt látható a Fővárosi Nagycirkuszban.

### Műsorrend
| Tito MedinaTito Medina légtornász számán kívül a műsor bohócaként is fellépett. Az előadás arca a plakátra is felkerült. | — Parádé — Donnert / páros balett lóháton Egyhíján Trió / humoros zsonglőrök Abyssin / légtorna fantázia Tito Medina / bohózat Zemanof / ugródeszka akrobaták Tito Medina / bohózat Donnert Antal / ló és elefánt revü Tito Medina / bohózat — szünet — Tito Medina / akrobatika a levegőben Monsieur De Larott / vadállat illúziók Tito Medina / bohózat Nanou / kézenegyensúlyozás Taquin Fivérek / humoros pantomim Donnert Csoport / lovas akrobaták — Finálé — | Donnert csoport |

## Káprázat és Csoda
2011-ben az orosz vízi cirkusz 2003 és 2007 után harmadszorra érkezett Budapestre, Káprázat és Csoda című előadásukkal. Az utóbbi évek egyik legnagyobb sikerét az orosz vízi revü fantázia vendégszereplése aratta Budapesten. Összesen 250 ezer néző látta az előadásaikat.

A műsort 2011. április 2-án mutatták be. A porond helyére egy 200 ezer literes medencét és egy kis „szigetet” építettek. Légtornászokat, zsonglőröket, egykerekű és ugrókötél akrobatákat, valamint a versenysportból érkezett szinkronúszókat láthatott a közönség. A különleges artistamutatványok mellett állatszámokból sem volt hiány. Idomított macskák, galambok, fókák, kígyók és krokodil is szerepelt az előadásban. Az események és műsorszámok megállás nélkül váltották egymást, nem volt konferálás. A produkciót sokan a Cirque du Soleil O című műsorához hasonlították, igaz abban nem szerepelnek állatok.

A Káprázat és Csoda augusztus 28-ig volt látható a Fővárosi Nagycirkuszban.

### Műsorrend
| NYITÓKÉP Bohózat (üdvözlő) Hajlékony akrobatika Kalóz légtornászok Bohózat (darázs) Egykerekű akrobatika Macska idomítás Bohózat (mikrofonos) Légtornászok a vitorlán Bohózat (poharas) Mágikus illúziók Szappanbuborék fantázia Ugrálókötél akrobatika | Élő aranyszobrok Tűz és víz Bohózat (szék) Légtornász hálóban Hulla-hopp Kígyó és krokodil Bohózat (szökőkutas) Zsonglőrök és légtornászok Galamb revü Felvonulás kavalkád Fóka show Bohózat (fókás) FINÁLÉ |

## Fenmo
2011. október 1-től egészen január 1-ig a Jinan Akrobata Csoport Fenmo című előadása volt látható a Fővárosi Nagycirkuszban. Az orosz vízi cirkuszhoz hasonlóhoz, 2004 és 2007 után ők is harmadszorra tértek vissza Budapestre.

A 40 tagból álló társulat több mint 50 országban képviselte a kínai cirkuszművészetet. Produkcióikat egyszer ezüst, kétszer aranyéremmel jutalmazták a monte-carlói és a párizsi cirkuszfesztiválon. A 2008-as olimpiai játékok nyitó és záró ceremóniáin is felléptek.

Hajlékony akrobatákat, légtornászokat, kötél- és karikaugrálókat, kalapzsonglőröklöket, valamint biciklin egyensúlyozókat láthatott a nagyérdemű. Az események és műsorszámok megállás nélkül váltották egymást, nem volt konferálás. Mindegyik produkciónak megvolt a maga története, mondanivalója.
A Fenmo január 1-én került le a műsorról, február 2-án már kezdetét vette 9. Budapesti Nemzetközi Cirkuszfesztivál.

### Műsorrend

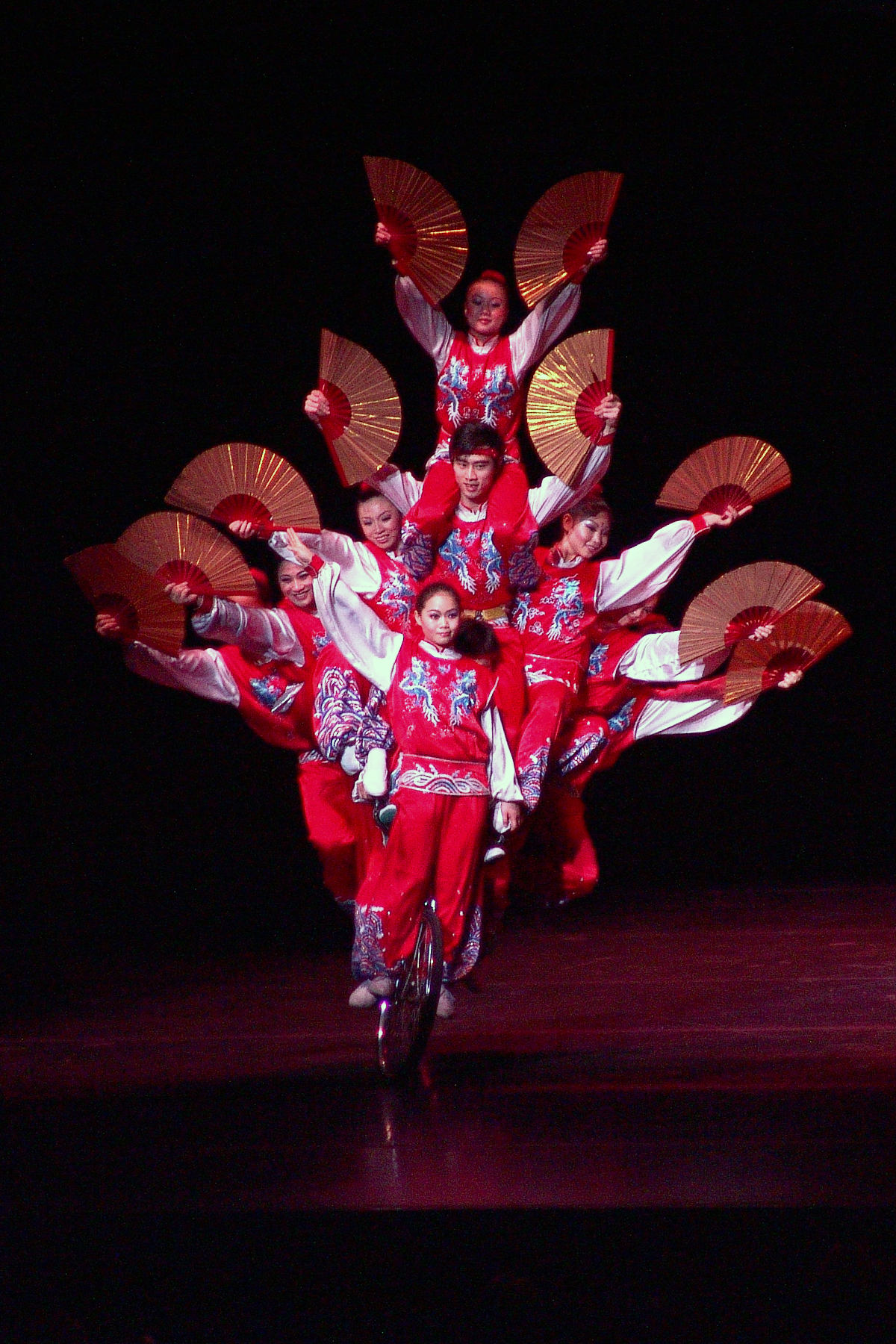
Kerékpár csoport

| — I. rész — NYITÓKÉP A SZÜLETÉS Erő és hajlékonyság A POHARAZGATÓ SZÉPSÉG Különleges egyensúlyozás trapézon NYOMOK A HAVAS ERDŐBEN Bravúros kötélugrálók XIANG YU'S CSÁSZÁR BÚCSÚJA Plasztikus egyensúlyozás KÁOSZ A MENNYORSZÁGBAN Humoros karikaugrálók |  | — II. rész — LUO FOLYÓ ISTENNŐJE Légi szerelem A FEHÉR KÍGYÓNŐ MESÉJE Játék ernyőkkel és hula-hoppal ZHONG KUI'S FÉRJHEZ ADJA HUGÁT Kalapzsonglőrök MU EZREDES HÖLGY ÁTVESZI AZ IRÁNYÍTÁST Kerékpár csoport TÁMADÓ DOBOK Fantasztikus kézegyensúlyozás székeken ZÁRÓKÉP |